# Spichlerz Richtera
Spichlerz Richtera w Słupsku – jeden z budynków należących do Muzeum Pomorza Środkowego. 

## Historia
Spichlerz został zbudowany w 1780 roku. Po II wojnie światowej był magazynem pasz Gminnej Spółdzielni i Wojewódzkiego Przedsiębiorstwa Handlu Wewnętrznego w Słupsku. Do 1991 roku stał u zbiegu ulic Kopernika i Wolności. Ostatni użytkownicy opuścili go w latach siedemdziesiątych XX wieku, a Muzeum Pomorza Środkowego przejęło go – i ocaliło przed całkowitą dewastacją – w 1986 roku.
W latach 1994–1998 budowla była z ogromną precyzją i delikatnością systematycznie przenoszona na Rynek Rybacki, w bezpośrednie sąsiedztwo Zamku Książąt Pomorskich, Młyna Zamkowego oraz zabytkowej bramy grodu słupskiego – Bramy Młyńskiej. Zabieg ten pozwolił stworzyć w Słupsku miejsce, które swoją stylistyką i klimatem nawiązuje do najlepszych dla miasta czasów.
Obecnie w Spichlerzu Richtera mieści się sala wystaw czasowych Muzeum Pomorza Środkowego oraz stylowa herbaciarnia. Zakaz palenia tytoniu w budynku wynika bezpośrednio z wieku murów i ich łatwopalności.

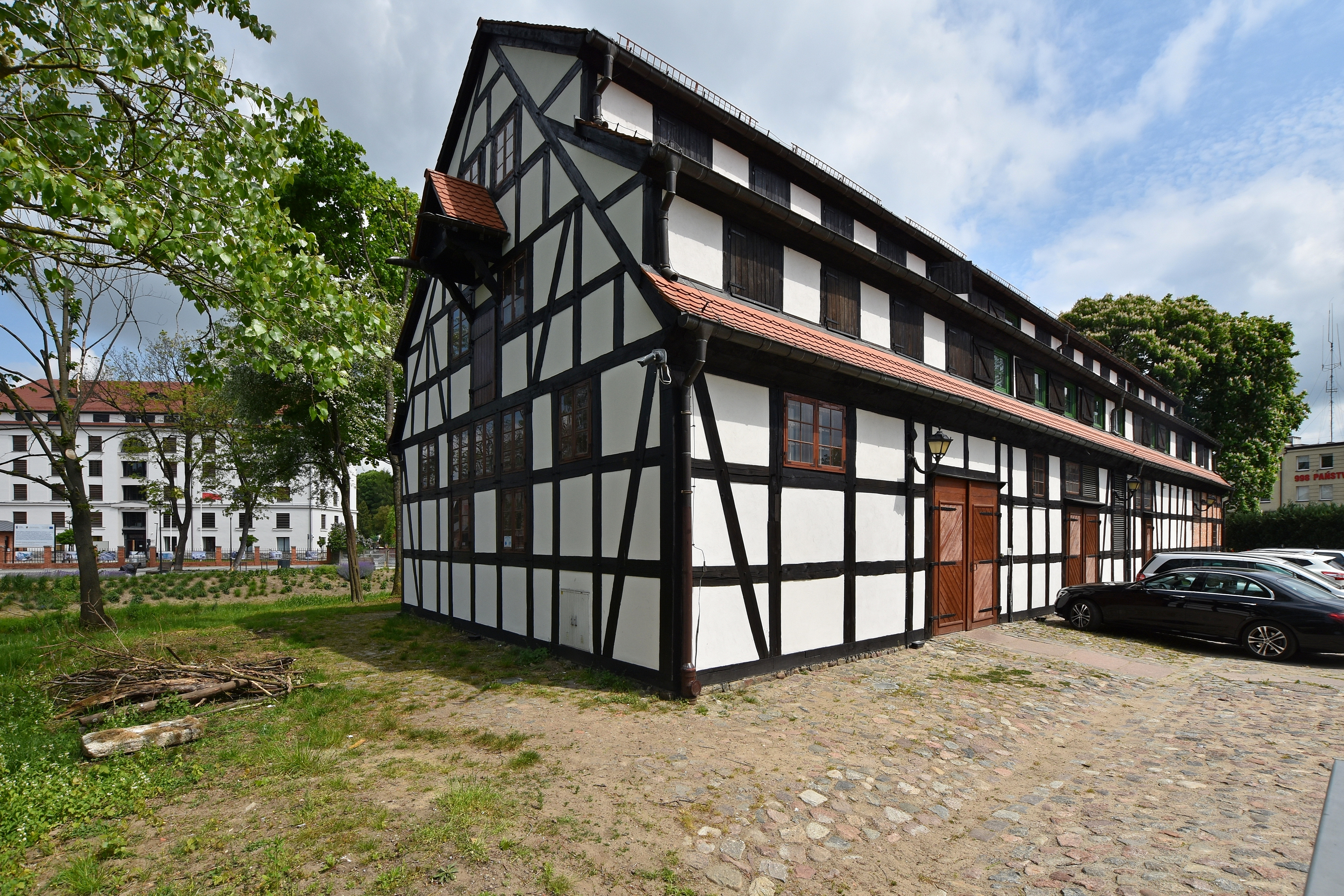
Elewacja boczna
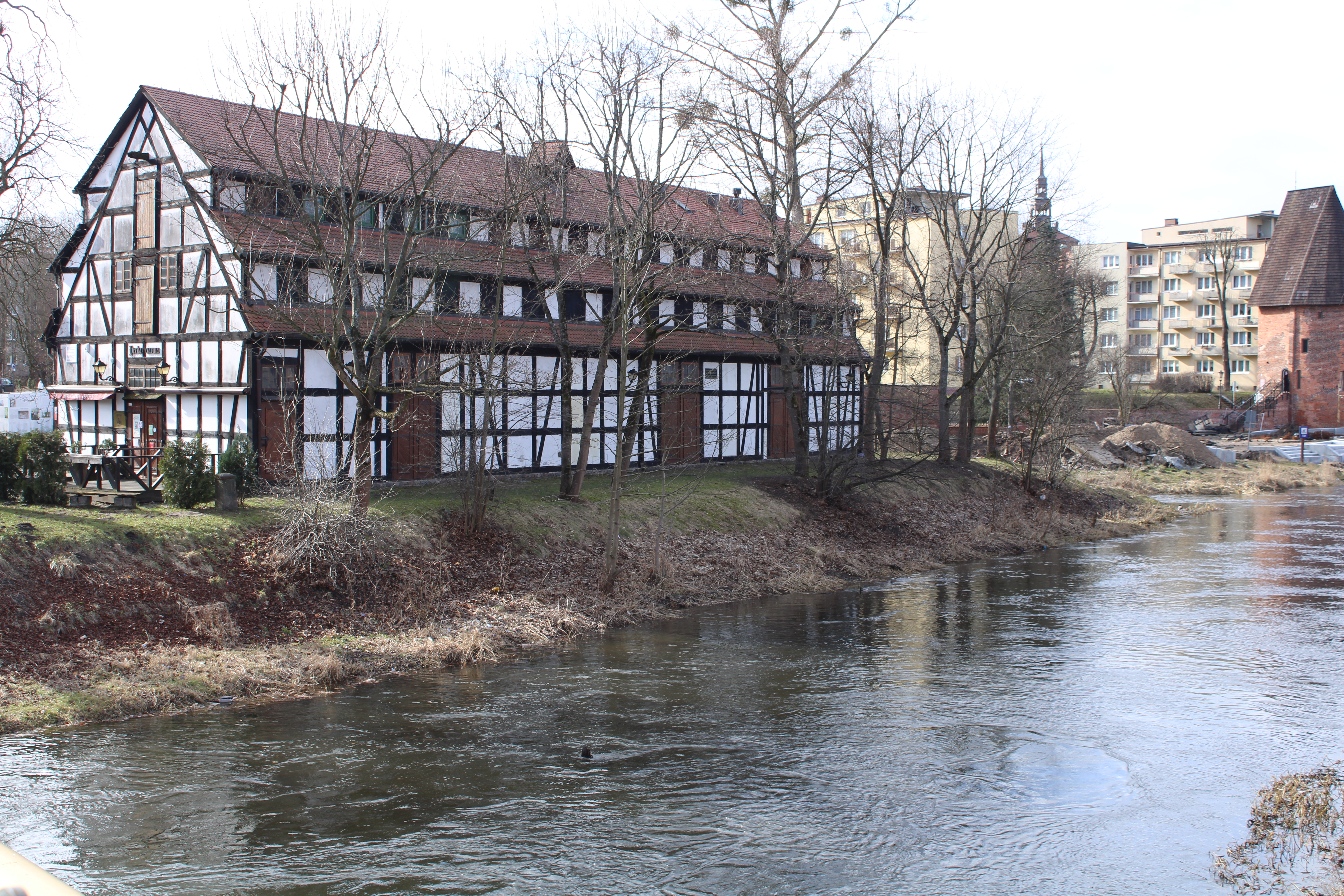
Elewacja tylna
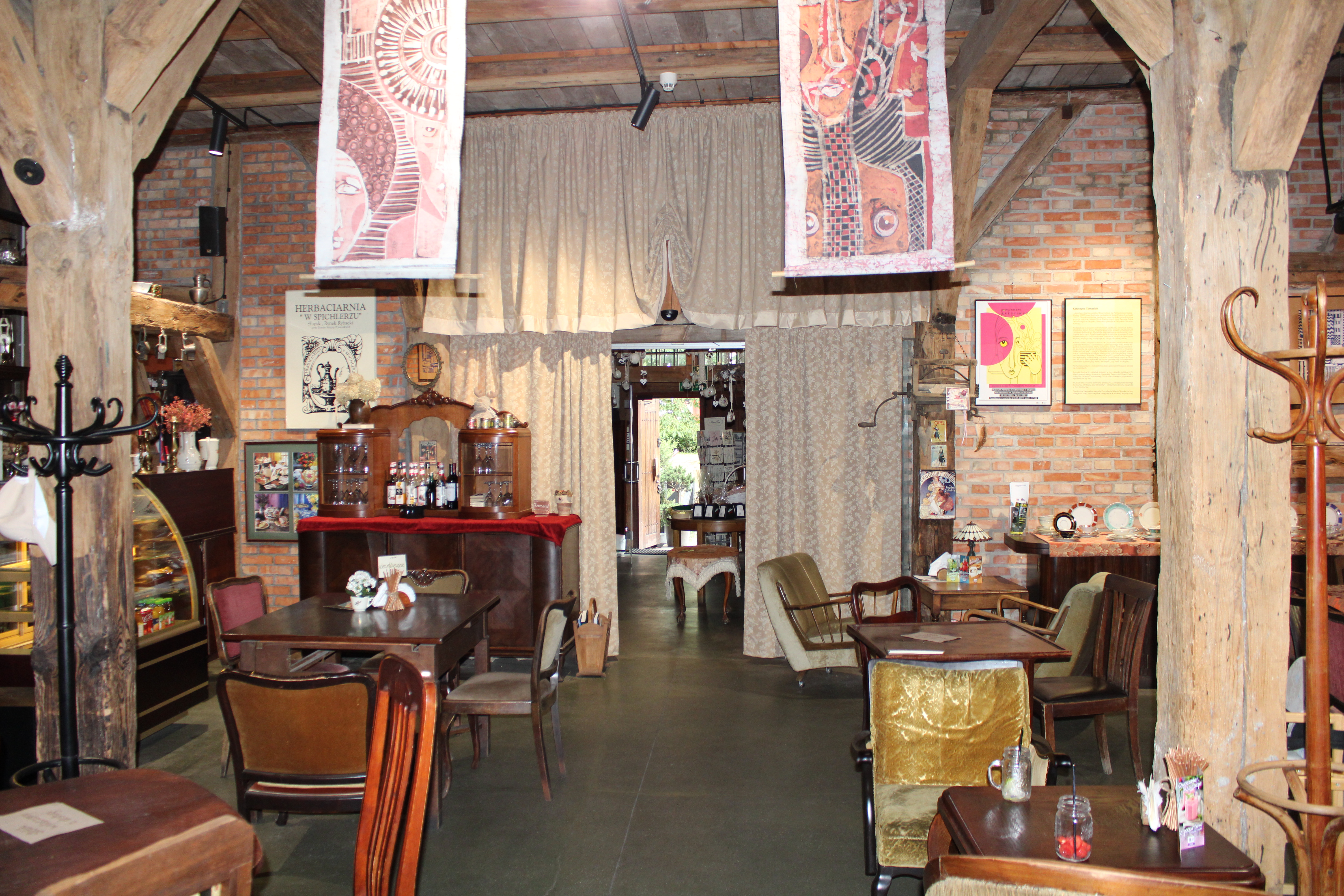
Wnętrze